# Vlag van Mijdrecht

Vlag van de gemeente Mijdrecht
(1963-1989)

De vlag van Mijdrecht is op 17 mei 1963 bij raadsbesluit vastgesteld als gemeentevlag van de Utrechtse gemeente Mijdrecht. De vlag kan als volgt worden beschreven:
Drie banen van wit, rood en wit, met een hoogteverhouding van 1:4:1; Op de rode baan een Agnus Dei, staande op de onderste baan.
De kleuren en het ontwerp zijn ontleend aan het gemeentewapen.
Op 1 januari 1989 is Mijdrecht opgegaan in de gemeente De Ronde Venen. De vlag is daardoor als gemeentevlag komen te vervallen.

## Verwante afbeelding

Het wapen van Mijdrecht

Amerongen 
· Benschop 
· Breukelen 
· Doorn 
· Driebergen-Rijsenburg 
· Harmelen 
· Jutphaas 
· Kamerik 
· Kockengen 
· Leersum 
· Linschoten 
· Loenen 
· Loosdrecht 
· Maarn 
· Maarssen 
· Maartensdijk 
· Mijdrecht 
· Polsbroek 
· Snelrewaard 
· Stoutenburg 
· Vianen 
· Vinkeveen en Waverveen 
· Vleuten-De Meern 
· Vreeswijk 
· Wilnis 
· Zegveld 
· Zuilen